# Eurylophella bicoloroides
Eurylophella bicoloroides är en dagsländeart som först beskrevs av Mcdunnough 1938.  Eurylophella bicoloroides ingår i släktet Eurylophella och familjen mossdagsländor. Inga underarter finns listade i Catalogue of Life.